# Crataegus orientalis
Crataegus orientalis là loài thực vật có hoa trong họ Hoa hồng. Loài này được Kossych mô tả khoa học đầu tiên.

## Hình ảnh

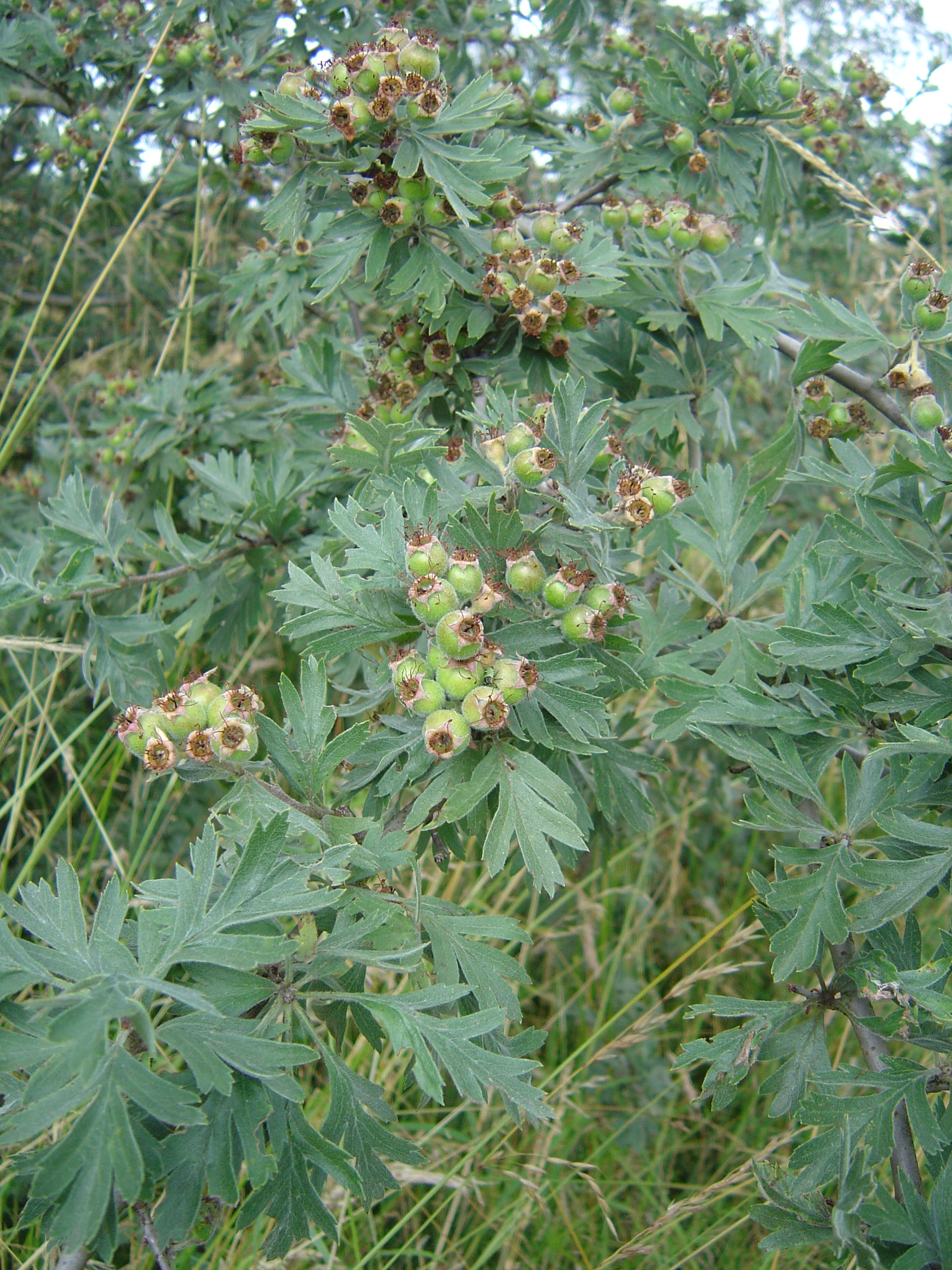
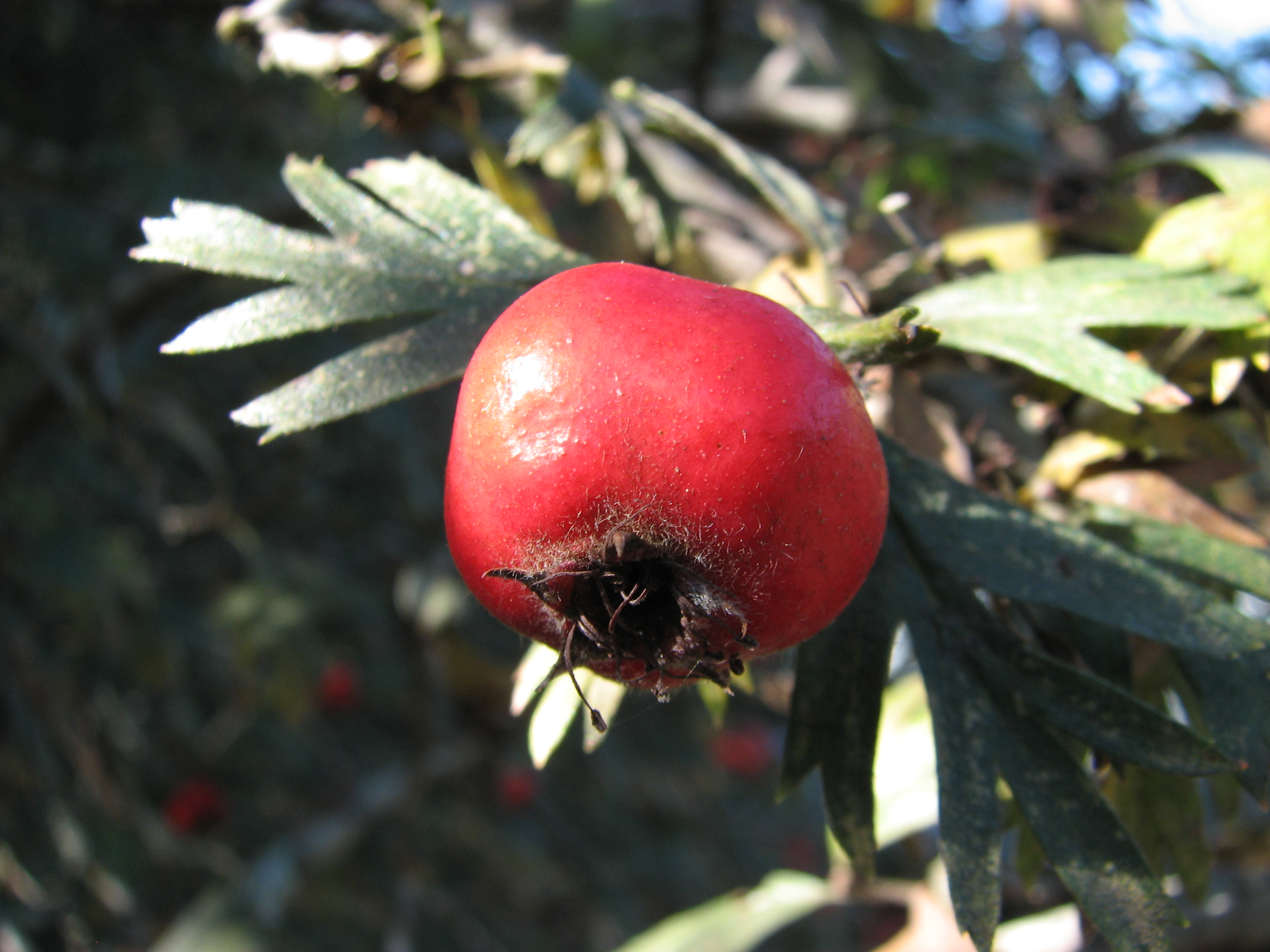
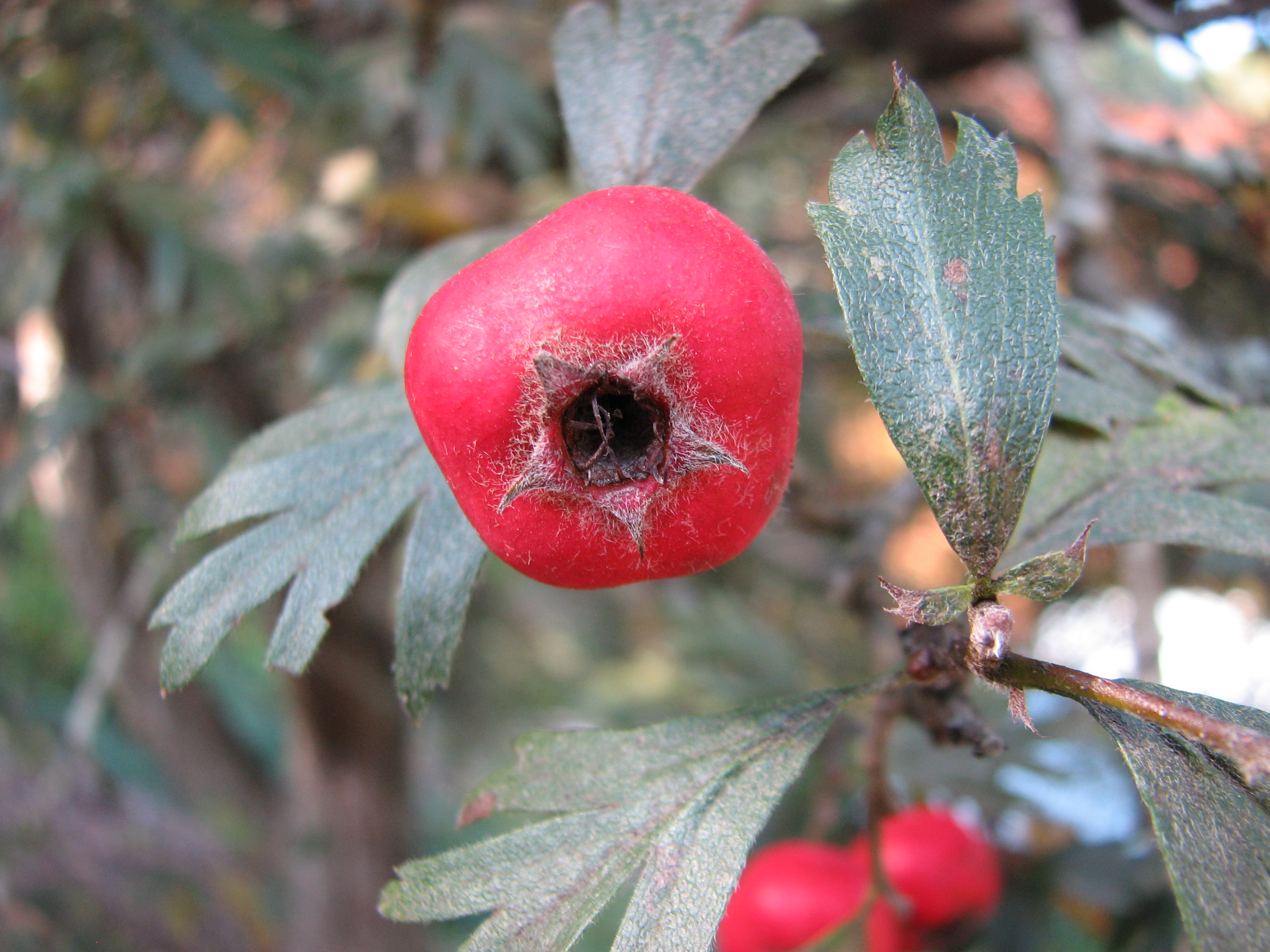
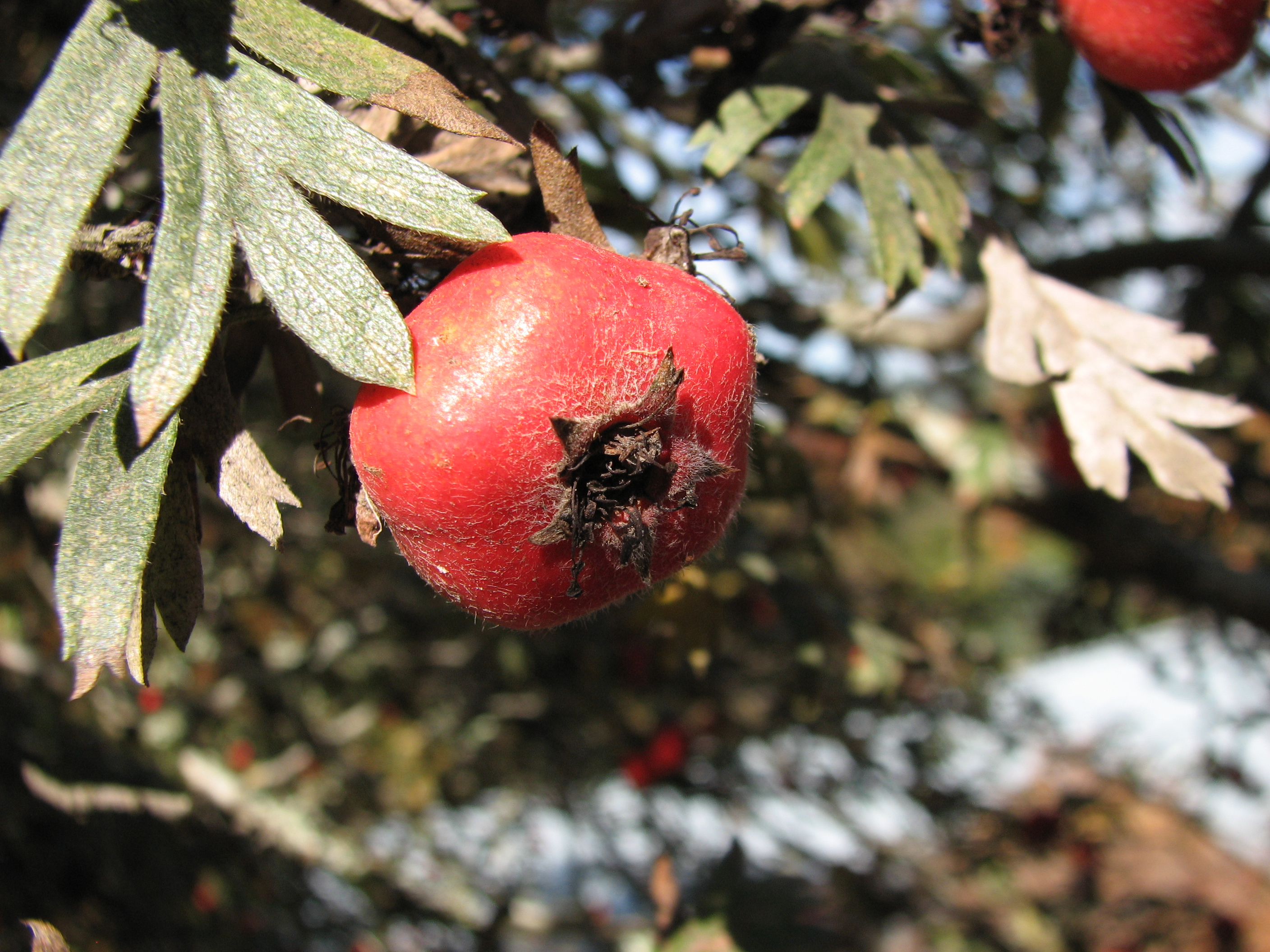